# Acordo para a normalização das relações entre Barém e Israel

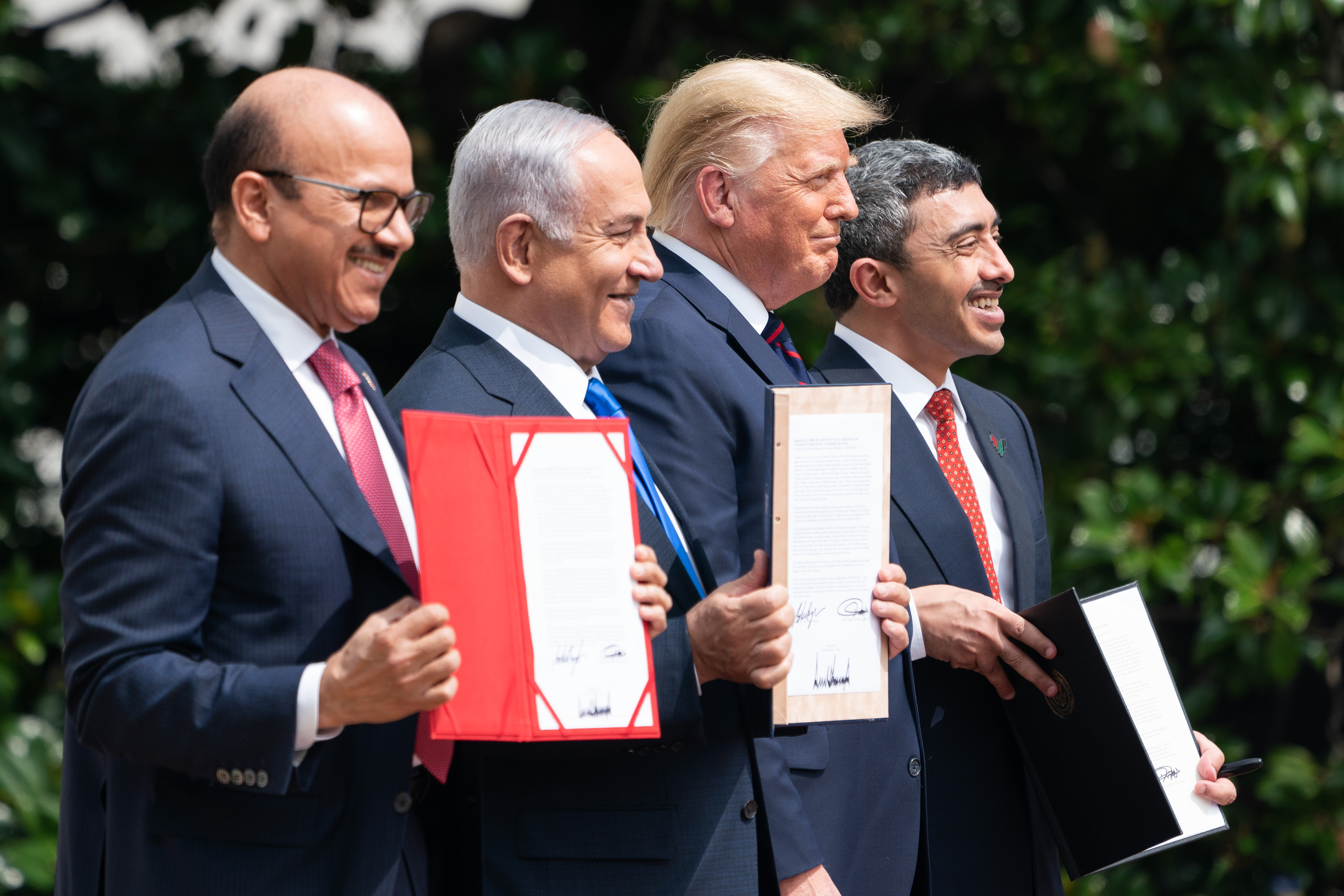
O presidente Donald J. Trump, o ministro das Relações Exteriores do Barém, Dr. Abdullatif bin Rashid Al-Zayani, o primeiro-ministro israelense Benjamin Netanyahu e o ministro das Relações Exteriores dos Emirados Árabes Unidos, Abdullah bin Zayed Al Nahyani, assinam os Acordos de Abraão na terça-feira, 15 de setembro 2020, no Gramado Sul da Casa Branca. (Foto oficial da Casa Branca por Joyce N. Boghosian)

O Acordo para a normalização das relações entre Barém e Israel, oficialmente Acordos de Abraão: Declaração de Paz, Cooperação e Relações Diplomáticas e Amigáveis Construtivas é um acordo para normalizar as relações diplomáticas e outras entre Barém e Israel. O acordo foi anunciado pelo presidente Donald Trump em 11 de setembro de 2020, e seguiu-se a uma declaração conjunta, oficialmente referida como Acordos de Abraão, pelos Estados Unidos, Israel e Emirados Árabes Unidos (EAU) em 13 de agosto 2020. Foi formalmente assinado em 15 de setembro de 2020, na Casa Branca em Washington, D.C., e fez do Bahrein o quarto estado árabe a reconhecer Israel e o segundo no espaço de um mês.

## Acordo
Os dois estados concordaram em estabelecer relações diplomáticas, o que é o primeiro passo para o Barém normalizar totalmente os seus laços com Israel, e embora signifique uma aceitação circunspecta da legitimidade de Israel pelo Barém, Sua Majestade o Rei Hamad enfatizou "a necessidade de chegar a um a paz justa e abrangente como opção estratégica, de acordo com a solução de dois Estados e resoluções relevantes de legitimidade internacional". Trump disse que os dois estados trocarão embaixadores e abrirão embaixadas em cada país e começarão a trabalhar na cooperação em tecnologia, saúde e agricultura, entre outras áreas. O acordo também permite o estabelecimento de voos entre Telavive e Manama. A cerimónia de assinatura do acordo foi realizada na Casa Branca em 15 de setembro de 2020. A declaração reconhece a soberania de cada estado e afirma que os dois países concordaram em procurar acordos no futuro sobre embaixadas e outros tópicos.